# Годфруа де Блоне
Годфруа де Блоне (фр. Godefroy de Blonay; 25 липня 1869, Нідершёнталь, Швейцарія — 14 лютого 1937, Бискра, Алжир) — швейцарський барон, член Міжнародного олімпійського комітету.
У складі Міжнародного олімпійського комітету з 1899 року, перший представник Швейцарії в цій організації, найближча довірена особа засновника і другого президента МОК барона П'єра де Кубертена. Коли Кубертен під час Першої світової війни приєднався до французької армії, Блоне замінив його на посаді президента МОК, як представник нейтральної держави, і виконував покладені на нього обов'язки з січня 1916 по січень 1919 року.
Годфруа Де Блоне був одним із засновників Швейцарського олімпійського комітету, утвореного в 1912 році, і до 1915 року обіймав посаду президента цієї організації.